# Anschlag von Buffalo

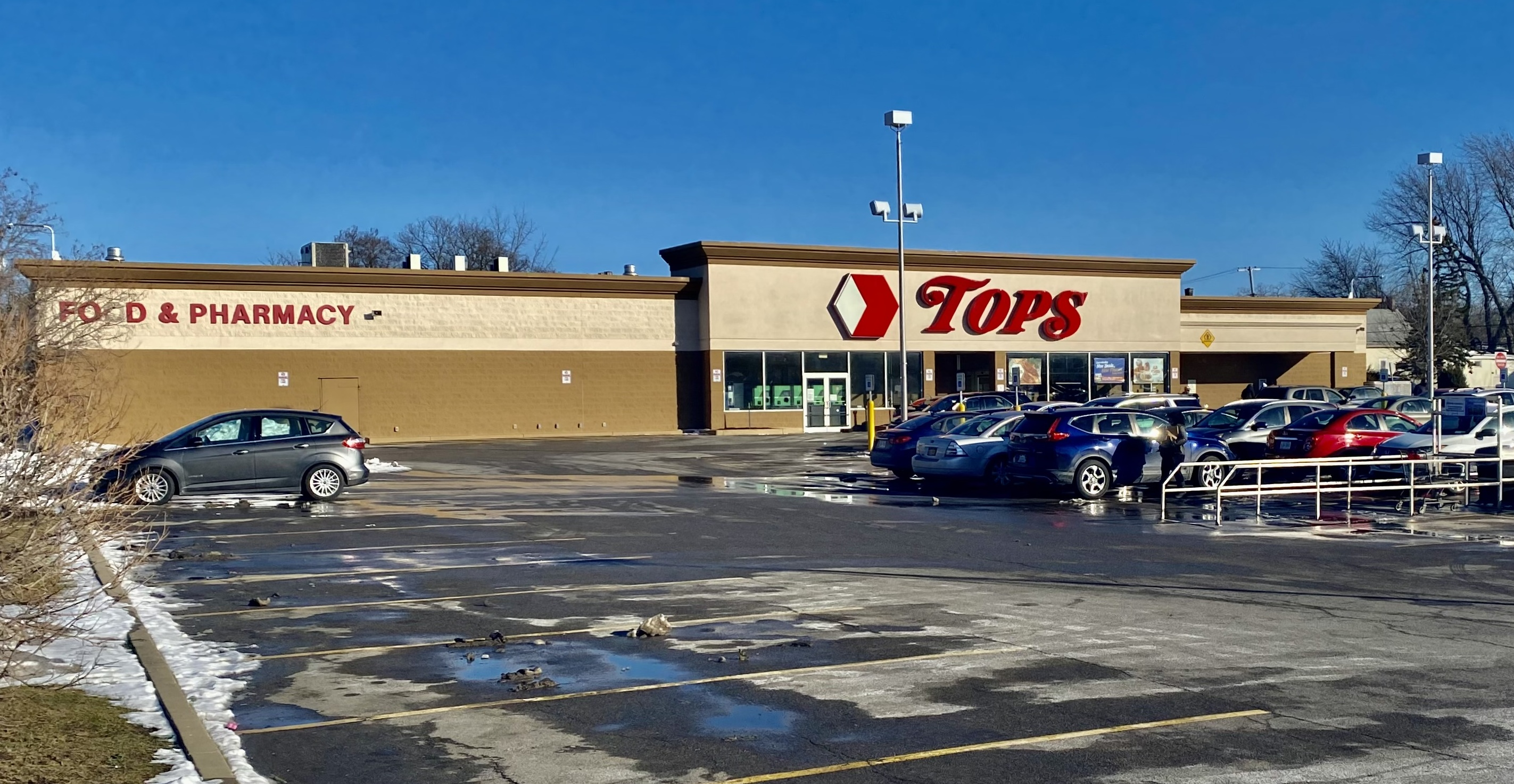
Der Supermarkt der Kette Tops im Februar 2022

Der Anschlag von Buffalo ereignete sich am 14. Mai 2022 in Buffalo im US-Bundesstaat New York. Der 18-jährige Payton S. Gendron erschoss dabei in einem Supermarkt zehn Afroamerikaner und verletzte drei weitere Personen. Der Schütze übertrug einen Teil des Angriffs per Livestream auf Twitch, wurde jedoch von dem Dienst nach weniger als zwei Minuten abgeschaltet. Der Beschuldigte wurde in Gewahrsam genommen und wegen Mordes ersten Grades angeklagt.
Gendron soll ein Manifest verfasst haben, in dem er sich als weißer Rassist und Ethnonationalist bezeichnete, der zu politischer Gewalt motiviert sei. Er befürwortete die rechtsextreme Verschwörungstheorie des Großen Austauschs im Zusammenhang mit einem „weißen Völkermord“. Der Anschlag wurde als ein Akt des Inlandsterrorismus bezeichnet und der Vorfall wird als rassistisch motiviert untersucht. Gouverneurin Kathy Hochul versprach als Folge des Anschlags politische Änderungen im Bundesstaat, verurteilte die Tat und tröstete die Familien der Opfer.

## Tathergang
Gegen 14:30 Uhr Ortszeit (UTC−4) traf der Schütze am Tops-Supermarkt in der Jefferson Avenue in einem überwiegend von Schwarzen bewohnten Viertel in Buffalo ein. Er trug eine Schutzweste und einen Militärhelm, hatte ein modifiziertes Bushmaster XM-15-Gewehr bei sich und eine am Kopf befestigte Kamera, über die er den Angriff per Livestream auf Twitch übertrug. In seinem Auto hatte er ein Savage Arms Axis XP Jagdgewehr und eine Schrotflinte des Typs Mossberg 500. Als er sich dem Tatort näherte, wurde er in seinem Livestream mit den Worten „just got to go for it“ (deutsch: „Man muss es einfach versuchen“) aufgezeichnet. Um 14:31 Uhr ging bei der Polizei von Buffalo ein Anruf ein, dass in dem Geschäft Schüsse gefallen seien. Die ersten Beamten und Feuerwehrleute trafen eine Minute später ein und meldeten Leichen vor dem Gebäude. Um 14:34 Uhr informierte ein Disponent die eintreffenden Beamten über eine laufende Schießerei in dem Geschäft.
Der Schütze schoss auf dem Parkplatz auf vier Personen und tötete drei. Dann betrat er das Geschäft, schoss auf acht weitere Personen und tötete sechs. Laut einer Quelle der Strafverfolgungsbehörden schrie der Schütze während des Vorfalls rassistische Parolen. Viele Angestellte und Kunden nutzten den Pausenraum des Geschäfts, um sich vor dem Schützen zu verstecken, und verbarrikadierten die Tür mit einem schweren Schreibtisch. Andere Kunden wurden von Angestellten im Milchkühler versteckt und sagten, der Schütze habe durch die Kühler geschossen, aber die Milchtüten hätten die Kugeln aufgehalten. Irgendwann schoss ein bewaffneter Wachmann, ein ehemaliger Beamter des Buffalo Police Departments, Aaron Salter Jr., auf ihn. Da der Schütze geschützt war, konnte die Kugel von Salter ihn nicht aufhalten. Der Schütze erwiderte das Feuer auf Salter, der noch am Tatort starb. Zu einem anderen Zeitpunkt richtete der Schütze seine Waffe auf eine weiße Person hinter einer Kasse, entschuldigte sich jedoch und schoss nicht.
Um 14:36 Uhr war der Schütze zum vorderen Teil des Gebäudes gegangen, wo Streifenbeamte ihn überreden konnten, seine Waffe fallen zu lassen, nachdem er sie angeblich auf seinen Hals gerichtet hatte. Nach seiner Verhaftung machte der Verdächtige Aussagen zu seinem Motiv und seinem Geisteszustand.

## Opfer
Dreizehn Menschen – elf Schwarze und zwei Weiße – wurden getroffen, zehn davon tödlich. Einer von ihnen, der 55-jährige Aaron Salter, war ein ehemaliger Leutnant der Polizei von Buffalo, der als Wachmann arbeitete, als er den Schützen zur Rede stellte. Neben Salter wurden folgende Personen erschossen:
- Celestine Chaney, 65
- Roberta A. Drury, 32
- Andre Mackniel, 53
- Katherine Massey, 72
- Margus D. Morrison, 52
- Heyward Patterson, 67
- Geraldine Talley, 62
- Ruth Whitfield, 86
- und Pearl Young, 77

Vier der Opfer waren Angestellte des Ladens, darunter Salter, der starb; die anderen drei überlebten. Alle zehn Toten waren schwarz.

## Ermittlungen
Der Sheriff des Erie County, John Garcia, sagte, die Schießerei sei ein „eindeutig rassistisch motiviertes Hassverbrechen von jemandem außerhalb unserer Gemeinschaft“ gewesen. Stephen Belongia, der Leiter des örtlichen FBI-Büros, erklärte gegenüber Reportern, die Behörde untersuche die Schießerei sowohl als Hassverbrechen als auch als Akt rassistisch motivierten gewalttätigen Extremismus. Die Polizei nahm den Schützen fest und brachte ihn zum Polizeipräsidium in Buffalo, wo er gegen 14:36 Uhr in Gewahrsam genommen wurde. Die Eltern des Schützen kooperierten mit den Ermittlern und wurden von Bundesbeamten befragt.
Nach Angaben des Polizeipräsidenten von Buffalo wurden Informationen aufgedeckt, wonach Gendron nach seiner Flucht aus dem Supermarkt weitere Anschläge plante. Der Staatsanwalt des Bezirks sagte, er habe Beweise dafür, dass Gendron durch Rassenfeindlichkeit motiviert war. Nach Angaben von Strafverfolgungsbehörden, die mit Buffalo News sprachen, untersuchten sie Gendrons angeblichen Kontakt zu einer Reihe von Personen im Internet, einschließlich eines pensionierten Bundesagenten, und ob diese Personen dreißig Minuten vor dem Anschlag informiert waren und die Behörden nicht benachrichtigt hatten.
Eine separate Untersuchung im Zusammenhang mit der Schießerei begann am 15. Mai und betraf das Verhalten eines Notrufmitarbeiters. Eine stellvertretende Managerin der Tops-Filiale soll den Notruf gewählt und geflüstert haben, um nicht von dem Schützen entdeckt zu werden. Die Angestellte wurde daraufhin von der Disponentin angeschrien, die sich fragte, warum die Frau flüsterte, und dann angeblich auflegte. Das Office of the Erie County Executive gab bekannt, dass die Disponentin bis zu einer Disziplinaranhörung, bei der eine Kündigung angestrebt wird, beurlaubt wurde.

## Verurteilung
Am 15. Februar 2023 wurde Gendron zur Verbüßung von zehn lebenslänglichen Freiheitsstrafen ohne die Möglichkeit einer vorzeitigen Entlassung verurteilt. Die Generalstaatsanwaltschaft hatte zuvor die Todesstrafe gefordert.

## Schütze
Der Angeklagte, der vor Gericht als Payton S. Gendron identifiziert wurde, war zum Tatzeitpunkt ein 18-jähriger Weißer. Er war dreieinhalb Stunden von seinem Heimatort Conklin, der etwa 320 km entfernt liegt, zu dem Supermarkt gefahren. Gendron machte seinen Abschluss an der Susquehanna Valley High School und war zuvor am SUNY Broome Community College in Binghamton eingeschrieben. Seine Eltern sind Bauingenieure; laut seinen Nachbarn hatte er zuvor erklärt, er wolle auch einer werden. Von der New York Times befragte Mitschüler sagten, er sei ruhig gewesen und habe nur selten persönlich am Unterricht teilgenommen, und er habe eine Reihe von eigenwilligen Verhaltensweisen an den Tag gelegt, darunter das Tragen eines Chemikalienschutzanzugs im Unterricht.
Die Polizei gab an, dass Gendron Anfang März in Buffalo gewesen sei und dass er einen Tag vor der Schießerei dort gewesen sei und sich im Tops-Supermarkt umgesehen habe. Nach Angaben der Polizei hatte er frühere hassmotivierte Anschläge und Schießereien recherchiert. Nach Angaben eines Jugendfreundes kam Gendron am Tag vor der Schießerei zu ihm nach Hause und überließ ihm fünf Kisten mit Munition. Er sagte, er brauche Platz, um sein Haus umzugestalten, und würde die Munition später abholen.

### Ermittlungen wegen früherer Drohungen
Im Juni 2021 ermittelte die Polizei im Broome County gegen Gendron, weil er andere Schüler an seiner High School bedroht hatte. Ein Lehrer hatte ihn nach seinen Plänen für die Zeit nach dem Schuljahr gefragt, woraufhin er antwortete: „Ich will morden und Selbstmord begehen.“ Er wurde zur psychiatrischen Untersuchung und Beratung in ein Krankenhaus eingewiesen, wurde aber nach eineinhalb Tagen wieder entlassen.
Gendron erklärte gegenüber der Polizei, er habe einen Scherz gemacht; später schrieb er im Internet, dass es sich um einen gut ausgeführten Bluff gehandelt habe. Er wurde im Zusammenhang mit dem Vorfall nicht angeklagt; die Ermittler erklärten, er habe keine ausreichend konkrete Drohung ausgesprochen, um weitere Maßnahmen zu rechtfertigen. Die Polizei des Bundesstaates New York beantragte bei einem staatlichen Gericht keine Anordnung, um Gendron den Besitz von Waffen zu entziehen. Bei der psychiatrischen Untersuchung handelte es sich nicht um eine unfreiwillige Einweisung, die es ihm nach dem Gun Control Act untersagt hätte, Waffen zu kaufen.

### Waffen
Gendron bestand die Hintergrundprüfung, die in den USA als Formular 4473 bekannt ist, die in der Regel nach US-Bundesrecht vorgeschrieben ist, als er das Gewehr kaufte; der Verkäufer behauptete, auf keine offensichtlichen „red flags“ gestoßen zu sein. Er bestand eine weitere Prüfung, als er in einem Geschäft in Pennsylvania eine Schrotflinte kaufte und behauptete, sie für Zielübungen zu benötigen.
Auf seinem Gewehr hatte er Berichten zufolge das Wort „Nigger“ geschrieben und auf Reparationen verwiesen, zusammen mit den Namen der weißen Supremacists-Massenmörder Dylann Roof, Robert Bowers, Brenton Tarrant und John Earnest, dem Akronym SYGAOWN („Stop Your Genocide Against Our White Nations“; deutsch: „Stoppt den Genozid gegen unsere weißen Nationen“) und der Jahreszahl 2083, einem Verweis auf das Manifest von Anders Behring Breivik. Eine Quelle der Strafverfolgungsbehörden sagte gegenüber The Daily Beast, er habe auch die Namen eines oder mehrerer Opfer des Anschlags auf die Weihnachtsparade in Waukesha auf sein Gewehr geschrieben. Auf die Waffen in seinem Auto, die während der Schießerei nicht benutzt worden waren, hatte er laut CNN „White Lives Matter“ und „anscheinend den Namen eines Opfers eines von einem schwarzen Verdächtigen begangenen Verbrechens“ geschrieben. Vor der Schießerei schrieb Gendron, dass er ein Gewehr gekauft und es illegal so modifiziert hatte, dass es Magazine aufnehmen kann, die bis zu dreißig Schuss fassen können, was im Bundesstaat New York, wo die Grenze bei zehn Schuss liegt, illegal ist.

### Manifest
Gendron soll ein 180-seitiges Manifest verfasst haben, das vor der Schießerei veröffentlicht wurde und in dem es hauptsächlich um das Thema Masseneinwanderung ging. Das Manifest wurde ursprünglich am Abend des 12. Mai, zwei Tage vor dem Anschlag, auf Google Docs veröffentlicht und wurde laut Dateidaten seitdem nicht mehr verändert. Quellen der Bundespolizei sagten CNN, dass sie das Dokument sowie sein 673-seitiges Online-Tagebuch überprüfen. Das Manifest enthält biografische Informationen, darunter ein Geburtsdatum, das mit dem von Gendron identisch ist.
Der Autor beschreibt sich selbst als jemanden, der sich anfangs politisch mit der autoritären Linken identifiziert hatte, bevor er sich schließlich zu einem antisemitischen Ökofaschisten, Ethnonationalisten, Nationalsozialisten, Populisten und weißen Rassisten entwickelte. Er behauptet, diese ideologischen Positionen eingenommen zu haben, nachdem er das Diskussionsforum /pol/ auf 4chan, ein Imageboard, sowie die Website The Daily Stormer ab Mai 2020 besucht hatte, wobei er „Infografiken, Shitposts und Memes“ etwa zu Beginn der COVID-19-Pandemie in den Vereinigten Staaten sah. Das Manifest fördert in erster Linie die weiße nationalistische rechtsextreme „Great Replacement“-Verschwörungstheorie von Renaud Camus, die behauptet, dass Weiße von den Eliten durch Einwanderung und die sinkende weiße Geburtenziffer einem Genozid unterworfen werden. Das Manifest besagt auch, dass Juden und die „Eliten“ für Transgender-Inklusion, nicht-weiße Einwanderung und Pädophilie verantwortlich seien, Juden Christen hassen und vor allem die pharmazeutische Industrie beherrschen würden, dass Schwarze überproportional Weiße töten und dass Nicht-Weiße die „weiße Rasse“ überwältigen und auslöschen würden. In dem Manifest spricht Gendron sich für einen Krieg zwischen Nichtjuden und Juden aus und bezeichnet Juden als „das größte Problem der westlichen Welt“.
Der Autor drückte auch seine Unterstützung für die rechtsextremen Massenschützen Roof, Breivik und Tarrant aus. Etwa 28 Prozent des Dokuments sind Plagiate aus anderen Quellen, insbesondere aus Tarrants Manifest. Sogar 57 Prozent der textbasierten ideologischen Abschnitte wurden auf diese Weise plagiiert; dies wurde gemessen, indem die Abschnitte, die aus Internet-Meme-Bildern, anderen aus dem Internet entnommenen Bildern und logistischen Diskussionen über die Ausrüstung für den Anschlag bestanden, herausgerechnet wurden.
Die Planung des Anschlags begann im Januar 2022 und Buffalo wurde als Ziel gewählt, weil es die Stadt mit den meisten schwarzen Einwohnern war, die dem Wohnort des Autors am nächsten lag. Er wählte dann das Postleitzahlengebiet in Buffalo mit dem höchsten Anteil schwarzer Einwohner. Das Manifest enthält ausführliche Angaben zu den Vorbereitungen für die Schießerei sowie einen Plan, nach dem Anschlag auf den Supermarkt in ein mehrheitlich schwarzes Viertel in Buffalo zu reisen, um dort weitere Anschläge zu verüben. Der Anschlag sollte „alle nicht-weißen, nicht-christlichen Menschen terrorisieren und sie dazu bringen, das Land zu verlassen“.

### Aktivität in Chatprotokollen
Gendron soll auch ein Konto auf der Chat-Plattform Discord gehabt haben, mit demselben Benutzernamen wie bei Twitch, wo er den Angriff per Livestream übertrug. Tausende von Chatprotokollen wurden von den Postings des Kontos abgerufen, die in Form eines Online-Tagebuchs geschrieben wurden und von November 2021 bis zum 13. Mai 2022 reichen. Die Protokolle enthalten Fotos von Gendron und der Autor behauptete, Gendron zu sein. Die Polizei sagte, sie glaube, dass die Nachrichten echt seien. Die Chatprotokolle beziehen sich auf einen Strafzettel, der mit einem Strafzettel übereinstimmt, den der Angeklagte erhalten hat. Sie enthalten auch Aufgabenlisten zur Vorbereitung des Anschlags. Aus den Chatprotokollen geht hervor, dass der Anschlag ursprünglich für den 15. März, den Jahrestag des Terroranschlags auf zwei Moscheen in Christchurch, geplant war. Sie enthielten bereits im November 2021 Hinweise darauf, dass er plante, eine Massenerschießung von Schwarzen per Livestream zu übertragen. Er behauptete, Urheber eines Beitrags auf 4chan vom 9. November 2021 zu sein, in dem es hieß: „a brenton tarrant event [sic] will happen again soon“ (deutsch: „Ein Brenton-Tarrant-Event wird bald wieder stattfinden.“).
Das Online-Tagebuch enthielt auch Skizzen der Inneneinrichtung des Tops-Supermarktes. Das Tagebuch erwähnt Besuche des Supermarktes am 8. März. Während dieser Besuche notiert er, dass er vom Sicherheitsbeamten herausgefordert wurde, was er als knappe Angelegenheit bezeichnet. Er vermerkte auch, wie viele Schwarze und Weiße sich während seiner Besuche im Supermarkt aufhielten. Der Autor erwog einen Anschlag an verschiedenen Orten, darunter ein Walmart in Rochester, bevor er sich schließlich entschied, stattdessen den Tops-Supermarkt in Buffalo anzugreifen. Andere Orte, die er als Ziele in Betracht zog, waren Kirchen, Einkaufszentren und Grundschulen mit überwiegend schwarzen Schülern. Er erwog auch, Synagogen anzugreifen, entschied sich aber dagegen, weil der 15. März nicht auf einen Samstag, den jüdischen Schabbat, fiel. Er schrieb, dass er über Google verfügbare Daten nutzte, um die belebtesten Zeiten im Supermarkt zu ermitteln.
Der Autor des Online-Tagebuchs beschrieb sich selbst als sozial isoliert. Er sagte: „Ich würde gerne sagen, dass ich eine ganz normale Kindheit hatte (<18), aber das ist nicht der Fall.“ Er sagte auch: „Es ist nicht so, dass ich andere Menschen nicht mag, ich fühle mich nur so unwohl bei ihnen, dass ich wahrscheinlich tatsächlich Jahre meines Lebens damit verbracht habe, nur online zu sein. Und um ehrlich zu sein, bereue ich das. Ich bin nicht oft zu Freunden gegangen oder zu irgendwelchen Partys oder so. Jeden Tag nach der Schule bin ich einfach nach Hause gegangen und habe Spiele gespielt und YouTube angeschaut, meistens alleine.“ In einem anderen Eintrag fügte er hinzu: „Wenn ich zurückgehen könnte, würde ich mir vielleicht sagen, dass ich mich von 4chan verpissen soll … und mir ein richtiges Leben zulegen soll.“ An einer Stelle in den Chatprotokollen beschreibt der Autor, wie er eine Katze tötet und verstümmelt. Die Chatprotokolle enthalten gelegentliche Selbstmordgedanken und Selbstzweifel des Autors.
In einem Beitrag vom 9. Dezember 2021 beschrieb er, dass er am 28. Mai 2021 20 Stunden lang in der Notaufnahme eines Krankenhauses verbrachte, nachdem er in einer Online-Aufgabe für seinen Wirtschaftskurs auf seine erklärte Absicht angespielt hatte, einen Selbstmord zu begehen. Er beschrieb den Krankenhausaufenthalt als eine sehr negative Erfahrung, die ihn ermutigte, aktiv zu werden. In anderen Einträgen postete er Fotos von Modifikationen, die er an seinem Gewehr vorgenommen hatte, um es mit 30-Schuss-Magazinen ausstatten zu können, wobei er einräumte, dass dies in New York illegal sei. Er postete auch Details über die Beschaffung anderer Ausrüstungsgegenstände für einen geplanten Anschlag, wie Körperpanzerung und einen Helm.
Etwa 30 Minuten vor Beginn der Schießerei wurden Einladungen zu dem Chatroom, in dem sich die Online-Tagebucheinträge befanden, an eine kleine Gruppe anderer Discord-Benutzer verschickt. Mindestens fünfzehn weitere Benutzer traten dem Chatroom nach diesem Zeitpunkt bei, die in der Lage gewesen wären, die Chateinträge einzusehen. Einem Sprecher von Discord zufolge gab es keinen Hinweis darauf, dass andere Benutzer vor diesem Zeitpunkt Kenntnis von dem Tagebuch hatten. Er schickte auch Links zum Twitch-Livestream, der den Angriff zeigen sollte. Laut der Nachricht, die der Einladung beigefügt war, konnten Discord-Nutzer auch einen Livestream über den Discord-Chatroom ansehen, im Gegensatz zum Twitch-Livestream. Der Chatroom wurde deaktiviert, als Discord von seiner angeblichen Verbindung zu den Schüssen erfuhr.

## Reaktionen

### Vereinigte Staaten

#### National
Präsident Joe Biden sprach den Opfern und ihren Familien sein Beileid aus; er nannte den Amoklauf ein rassistisch motiviertes Hassverbrechen, einen Akt des Inlandsterrorismus und bezeichnete die weiße Vorherrschaft als „Gift […], das durch unseren politischen Körper fließt“. Gouverneurin Hochul reiste nach Buffalo, um bei den Einsatzkräften zu helfen; das Erie County Sheriff’s Office twitterte allen Opfern und ihren Familien sein Beileid und bot Ressourcen und Personal zur Unterstützung der Beamten an.
Twitch bestätigte, dass sein Dienst für die Übertragung der Schießerei genutzt wurde. Twitch teilte mit, dass das Konto, das den Livestream gepostet hatte, auf unbestimmte Zeit gesperrt worden sei und dass alle Versuche, das Material erneut zu streamen, überwacht und verboten würden. Der Livestream des Schützen wurde nach Angaben eines Sprechers weniger als zwei Minuten nach Beginn der Gewalttaten entfernt; es war unklar, ob er zu diesem Zeitpunkt noch aktiv schoss. Der Livestream wurde von mindestens einer Person aufgezeichnet und auf der Website Streamable veröffentlicht, wo er bis zum 15. Mai mehr als 3 Millionen Aufrufe hatte. Die Verbreitung des Videos auf anderen Websites führte zu Diskussionen über die Haftung von Betreibern von Sozialen Medien sowie Reaktionen auf ähnliche Inhalte und die Meinungsfreiheit in den Netzwerken.
Amerikanische Publikationen verurteilten weithin die von dem Angreifer vertretenen Verschwörungstheorien – einschließlich der Vorstellung eines angeblich in den USA stattfindenden „weißen Völkermordes“. Der Journalist Andy Craig von The Daily Beast argumentierte, dass die Überzeugungen, die sich um die Behauptung ranken, dass es eine absichtliche Verschwörung zum Völkermord an weißen Amerikanern gebe – mit nicht-weißer Einwanderung als angeblich primärem Mittel –, ein „giftiges Gebräu von Ideen“ erzeugten, das den Mörder beflügelte, und empfahl allen Befürwortern der Redefreiheit als Ideal, solch extremistisches Denken zu verurteilen. Die Behauptung des Attentäters, es gebe einen „großen Austausch“, hat zu einer verstärkten Überprüfung von republikanischen Politikern und Medienvertretern geführt, die sich zu dieser Verschwörung geäußert haben, allen voran der Fox News-Kommentator Tucker Carlson. National Review, ein konservatives Nachrichtenmagazin, kritisierte diese Überprüfung von Carlson mit den Worten des Kolumnisten Dan McLaughlin: „Er hat Tucker Carlson nie erwähnt, und [er] hat [in dem Manifest] seinen Hass auf Fox News zum Ausdruck gebracht“. Carlson antwortete darauf, das Manifest des Verdächtigen sei „nicht erkennbar links oder rechts; es ist überhaupt nicht politisch. Das Dokument ist verrückt.“ Die Vorsitzende der House Republican Conference im Repräsentantenhaus, Elise Stefanik, die dritthöchste republikanische Abgeordnete im Repräsentantenhaus, wurde ebenfalls auf ihre radikalen Ansichten aufmerksam gemacht.

#### Legislative
Der vorgeschlagene Domestic Terrorism Prevention Act, der die Einrichtung von Büros für inländischen Terrorismus im Justizministerium und im FBI vorsah, die sich mit Neonazis und White Supremacy befassen sollten, wurde am 18. Mai vom Repräsentantenhaus verabschiedet, scheiterte jedoch am 26. Mai im Senat.
Der republikanische Abgeordnete im Repräsentantenhaus Christopher Jacobs hatte sich für ein Verbot von Sturmgewehren und Anhebung des Waffenbesitzalters nach dem Amoklauf ausgesprochen. Anfang Juni 2022 brach er seine Kampagne zur Wiederwahl wegen konservativen Widerstands gegen seinen Standpunkt ab.

#### Lokal
Dutzende von Anwohnern hielten am Tag nach der Schießerei eine Mahnwache vor dem Supermarkt ab. In der nahe gelegenen True Bethel Baptist Church wurde ein Trauergottesdienst abgehalten, an dem die Familien der Opfer und einige der Überlebenden des Anschlags teilnahmen. Beim ersten Spiel des Halbfinales der Eastern Playoffs der National Lacrosse League 2022 in Buffalo zwischen den Toronto Rock und den Buffalo Bandits wurde eine Schweigeminute abgehalten und der Erlös der 50/50-Tombola wurde den Familien der Opfer gespendet. Der Cheftrainer der Bandits, John Tavares, sagte nach dem Sieg seiner Mannschaft zu den Medien, dass die Sportler angesichts der Umstände „definitiv mit schwerem Herzen“ gespielt hätten. Bei einem Wohltätigkeits-Softballspiel auf dem Sahlen Field, an dem auch Mitglieder der Buffalo Bills teilnahmen, wurde vor dem Spiel eine Schweigeminute abgehalten und ein Teil der Erlöse an die Familien der Opfer gespendet.
Der Anwalt einer der Familien der Opfer, Benjamin Crump, vertrat die Ansicht, dass die öffentliche Politik geändert werden müsse, um politischen Extremismus als Folge des Amoklaufs zu bekämpfen. Er bemerkte: „Wir müssen unsere Aufmerksamkeit auf diese Internetseiten richten, die diese jungen Menschen inspirieren und sie zu Hasspredigern radikalisieren, zu Menschen, die Menschen wegen ihrer Hautfarbe hassen.“ Gouverneurin Hochul erklärte, dass „wir aggressiv gegen jeden vorgehen werden, der sich zu den Idealen bekennt, die von anderen weißen Rassisten vertreten werden, und dass es auf Social-Media-Plattformen einen Nährboden für Hass gibt, der weiteren Hass schürt.“
Die Schließung des Supermarktes Tops nach der Schießerei verlangsamte den Zugang zu Lebensmitteln in der East Side, wo dieser seit seiner Eröffnung im Jahr 2003 der einzige Supermarkt war. Organisationen innerhalb und außerhalb der Gemeinde starteten Programme, um die Lücke zu füllen, indem sie Lebensmittel und Kleidung an die Bewohner verteilten und auslieferten. Tops bietet einen kostenlosen Shuttle-Service zu einem anderen Standort an und hat zugesagt, täglich Kühlfahrzeuge mit Lebensmitteln zu schicken.
Das Bildungsministerium des Bundesstaates New York kündigte an, dass es die Regents-Prüfung für die US-Regierung und Geschichte annullieren würde, weil sie eine Frage enthielt, die nach Ansicht des Ministeriums die Schüler nach dem Amoklauf verunsichern könnte. Der Staat gab nicht an, was die Frage beinhaltete oder warum sie möglicherweise anstößig war.

### International
Der kanadische Premierminister Justin Trudeau verurteilte den Anschlag. Buffalo liegt an der amerikanisch-kanadischen Grenze und grenzt an Fort Erie. Jim Diodati, der Bürgermeister von Niagara Falls, rief den Bürgermeister von Buffalo, Byron Brown, an, um seine Solidarität mit Buffalo zu bekunden. Die Flaggen in Niagara Falls wurden zu Ehren der Opfer auf halbmast gesetzt.